# アホ (アジャリア自治共和国)
アホ（グルジア語: ახო、グルジア語ラテン翻字: Akho）は、ジョージアのアジャリア自治共和国ケダ地区にある村落。ツフモリシ・テミに属する。アチャリスツカリ川の右岸に位置し、最寄りのダバ（町）であるケダからは18キロメートルの距離がある。海抜は500メートル。ソビエト連邦時代にブドウの栽培が発展した。2014年の国勢調査によると、アホには594人が居住している。

## アホ・モスク
村内には国定不動産文化財であるアホ・モスクが存在している。このモスクは1817年から1818年にかけてラズ人の職人ウスタ・フセインが建築した。内装は多数の装飾品で飾られている。

## 人口
国勢調査による人口は、次の通り。
| 年   | 人口 | 男性 | 女性 | 出典        |
| ---- | ---- | ---- | ---- | ----------- |
| 2002 | 805  | 400  | 405  | [ 4 ] [ 5 ] |
| 2014 | 594  | 307  | 287  | [ 1 ]       |